# 薩赫勒國家聯盟
薩赫勒國家聯盟（缩写为AES）是馬利、尼日和布基納法索於2023年9月16日簽署共同防禦條約而建立的聯盟。該聯盟的成立源於2023年尼日爾政變，政變發生後西非政治集團西非國家經濟共同體威脅要對尼日進行軍事干預，以在尼日爾恢復文官統治。由於聯盟成立前後，三個成員國都積極加強與俄羅斯的聯繫，外界普遍認為俄羅斯是該聯盟的斡旋者。歐盟外交與安全政策高級代表何塞普·博雷利表示，聯盟成立給該地區帶來了「新的地緣政治格局」。
該聯盟強調「對一個或多個締約方的主權和領土完整的任何攻擊都將被視為對其他締約方的侵略」，並希望藉此來抵禦可能的武裝叛亂或外部侵略。

## 成立背景
自2003年以來，薩赫勒地區一直飽受宗教叛亂困擾，發生過馬利戰爭和博科聖地叛亂等武裝衝突。馬利、尼日和布基納法索三國均發生了軍事政變，導致民選親西方政府被推翻，國家政權被軍政府奪取，因而這三國也都成為了政變帶的一部分。2022年，馬利退出受國際支持的薩赫勒五國集團，尼日和布基納法索也緊隨其後於2023年退出，導致該聯盟僅剩的最後兩個成員乍得和茅利塔尼亞于三天後宣布解散該聯盟。
2020年馬利政變中，阿西米·戈伊塔領導全國人民救贖委員會推翻民選總統易卜拉欣·布巴卡爾·凱塔，奪取了馬利的政權。戈伊塔後來在2021年第二次發動政變，廢黜了先前被提名領導過渡軍政府的臨時總統巴·恩多。
幾個月後，在2021年幾內亞政變中，全國團結和發展委員會罷免了當選的阿爾法·孔戴，並任命馬馬迪·敦布亞為過渡總統。
布基納法索軍方的一個派系在2022年9月的政變中推翻了原先的軍政府，廢黜總統保羅-亨利·桑達奧果·達米巴，推舉易卜拉欣·特拉奧雷為國家領導人。而前者亦是透過同年1月的政變推翻民選總統羅克·馬克·克里斯蒂安·卡波雷才得以上台的。
2023年尼日爾政變中，國家國土保衛委員會罷黜民選的穆罕默德·巴祖姆政府，組建新的軍政府，並任命阿卜杜拉赫曼·奇亞尼為總統。
薩赫勒國家聯盟成立前，馬利、尼日和布基納法索三國為西非經共體的成員，但均已被暫停資格。尼日政變後，西非經共體威脅要進行軍事干預，恢復民選的巴祖姆政府，導致尼日爾危機。而馬利、幾內亞和布基納法索三國則在此次危機中支持尼日，其中馬利和幾內亞承諾在干預發生時向尼日爾提供軍事援助，而幾內亞則一直在提供外交支持。在這種軍事援助承諾下，馬利、尼日和布基納法索三國組建了三國間的共同防禦集團——薩赫勒國家聯盟，試圖避免西非經共體的干預。2024年1月28日，這三個國家發布聯合聲明，宣布退出西非經共體。
2024年5月，布基納法索、馬利和尼日爾在尼亞美敲定了創建薩赫勒國家聯盟的文本草案，以期最終確定與薩赫勒國家聯盟的聯盟制度化和運作有關的項目。
由于一体化，该组织各国采用共同货币，这将使与前殖民大国法国保持联系的非洲金融共同体法郎失效。
該聯盟旨在建立一個經濟和貨幣聯盟，流通一種名為薩赫勒的貨幣。
2024年7月6日，布基纳法索、马里和尼日尔三国在萨赫勒国家联盟首次峰会上共同宣布建立萨赫勒国家邦联。9月25日，马里、尼日尔和布基纳法索政府宣布与俄罗斯就采购电信卫星和遥感卫星达成协议，该联盟將使用俄罗斯提供的通信服务来加强这三个国家的边境保护和国家安全。

## 措施
薩赫勒國家聯盟宣布將採取數項措施，以實現其區域穩定、經濟獨立和自力更生的目標。

### 經濟整合
聯盟提出建立共同中央銀行以及發行新貨幣以取代西非非洲金融共同体法郎的提案。為了促進農業及能源自主，聯盟也提出聯合基礎設施計劃，並對西非經共體其他國家實施糧食出口管制。

### 投資銀行
2025年5月聯盟宣布創立聯邦投資發展銀行（Banque confédérale pour l'investissement et le développement, BCID-AES）。該銀行將為薩赫勒地區的關鍵基礎設施和發展項目提供自主融資，以減少對外部機構的依賴。該銀行的成立是邁向金融自主的重大一步，金融自主與集體安全、經濟整合以及文化教育認同並列為薩赫勒國家聯盟的四大支柱之一。

### 聯合武裝力量
聯盟成員國就打擊恐怖分子勢力加強跨國合作。2025年1月，尼日國防部長薩利福·莫迪表示，一支先前宣布的聯合軍事部隊正在籌備中。莫迪並表示，此部隊將擁有5,000名人員，負責打擊三國境內的伊斯蘭極端組織。

### 共同文化政策
2025年2月5日，薩赫勒國家聯盟成員國簽署了一項公約，以確立共同的文化政策。

### 聯盟議會
薩赫勒聯盟各成員國官員正在致力於為三國建立聯盟議會。

### 司法合作與地區法院
薩赫勒聯盟各成員國官員2025年5月開會有意建立聯盟內的司法合作體系。此會議由馬利總理阿卜杜拉耶·馬伊加將軍主持，重點討論如何建立一個共同的法律架構，以應對包括治安、武器擴散和洗錢等的跨國問題。目標是在不須統一法律的情況下加強司法整合，並在改善治理、法律保障和穩定體制的同時，實現系統互通。
這場會議促成了薩赫勒地區刑事法院的成立，旨在應對該地的恐怖主義、極端暴力和侵犯人權行為。擬建法院的選址尚未確定。此外，還將建造一座符合「國際標準」的高安全等級監獄，用於關押已定罪的囚犯。

### 其他措施
三國間電話通訊的漫遊費用已被取消。
最近推出了針對聯盟成員國公民的共通生物特徵護照，但此措施目前面臨瓶頸，原因是塞內加爾拒絕承認此護照，使得計劃的可行性受到質疑。

## 成員國
| 國家       | 首都     | 官方語言         | 人口       | 面積 (平方公里) | 国内生产总值 (百萬美元) | 購買力平價 (百萬國際元) |
| ---------- | -------- | ---------------- | ---------- | --------------- | ----------------------- | ----------------------- |
| 布吉納法索 | 瓦加杜古 | 莫西语、迪尤拉语 | 22,489,126 | 274,200         | 27,056                  | 72,820                  |
| 马里       | 巴馬科   | 班巴拉语         | 21,990,607 | 1,240,192       | 23,208                  | 72,738                  |
| 尼日尔     | 尼亞美   | 豪萨语           | 26,342,784 | 1,267,000       | 21,874                  | 61,035                  |
| 總計       | 總計     | 總計             | 70,822,517 | 2,781,392       | 72,138                  | 206,593                 |